# Colchicum kotschyi
Colchicum kotschyi är en tidlöseväxtart som beskrevs av Pierre Edmond Boissier. Colchicum kotschyi ingår i släktet tidlösor, och familjen tidlöseväxter. Inga underarter finns listade i Catalogue of Life.